# Teatro greco di Agira
Il teatro greco di Agira era sito nella città greca di Agyrion, in Sicilia.

## Storia
A comprovare l'esistenza del teatro ad Agira è Diodoro Siculo, cittadino agirinense, che parlando della propria città afferma
(Diodoro Siculo, Bibliotheca historica XVI, 83.3)
Si suppone che la sua costruzione risalga all'epoca di Timoleonte, signore della città tra il 345 e il 336 a.C., periodo nel quale giunsero da Corinto circa 10 000 greci che ottennero, come tutti gli abitanti di Agyrion, la cittadinanza siracusana.

## Localizzazione
Si pensava, in passato, che il teatro di Agira potesse localizzarsi nell'area dell'acropoli greca, successivamente occupata dal castello medievale, unico punto cittadino da cui è possibile scorgere il mare. Alcuni indizi hanno permesso a Giuseppe Favaloro di localizzare con relativa certezza l'area dell'antico teatro. Nella concavità naturale nei pressi delle chiese di San Pietro Apostolo, di San Giacomo e di Sant'Agostino sono stati rinvenuti resti di sedili di pietra. Riferendosi alla stessa zona, inoltre, un documento del 1225 cita la chiesa di Sant'Erasmo juxta proscenio, con un chiaro rimando al προσκήνιον 'proscenio', e la chiesa della Santissima Trinità (poi di Sant'Agostino) in chirchia, termine verosimilmente riconducibile al greco κερκίδες 'cunei, settori del teatro', interpretabile come riferimento a resti di sedili e tracce di gradinate; ancora Biagio Pace asseriva che «frammenti di sedili e tracce di gradinate si riconoscono là un po' dappertutto».

## Struttura
Si ipotizza che il diametro della cavea misurasse circa 90 metri, quello dell'orchestra circa una ventina. La struttura teatrale era verosimilmente orientata a meridione.